# Bandiera dell'Isola Norfolk
La bandiera dell'Isola Norfolk è stata adottata il 17 gennaio 1980.
È composta da tre bande verticali con proporzione 7:9:7, verde bianco e verde, con la banda centrale leggermente più larga delle altre due.
Al centro della banda bianca è ritratto, in verde, il pino dell'Isola di Norfolk, Araucaria heterophylla.